# Karl-Heinz Schreiber (Politiker)
Karl-Heinz Schreiber, auch Carlo Schreiber (* 21. Februar 1940 in Habelschwerdt in Schlesien) war ein deutscher Politiker (SPD) in Bremen. Er war Mitglied der Bremischen Bürgerschaft. 

## Biografie

### Ausbildung und Beruf
Schreiber war als Berufssoldat bei der Bundeswehr tätig. 

### Politik
Schreiber ist Mitglied in der SPD in einem Ortsverein von Bremen. 
Er war von 1983 bis 1999 rund 16 Jahre Mitglied in der Bremischen Bürgerschaft und wirkte in verschiedenen Deputationen und Ausschüssen der Bürgerschaft. Er war Vorsitzender der Baudeputation in der Bürgerschaft und baupolitischer Sprecher der SPD-Fraktion.